# Юпітер (часопис)
Юпітер (англ. Jupiter) — британський журнал наукової фантастики. Заснований 2003 року, журнал має репутацію солідного малого видання у відповідній області, як зазначено в огляді SFcrowsnest. За оцінкою журналу SFRevue, є «забавним журналом». Журнал виходить чотири рази на рік у мінімалістському» форматі (з чорно-білою обкладинкою, без внутрішніх ілюстрацій, з короткою редакційною статтею, скріплений посередині). Кожен випуск журналу названо на честь одного із супутників Юпітера, з порядковим номером, що відповідає порядковому номеру випуску журналу. У жовтні 2014 року вийшов 46-й випуск, названий на честь супутника Карме.
У журналі публікувалися такі автори як Леві Тідгар, Девід Аєленд, Ерік Браун, Девід Коньєрс, Пітер Теннент, Ендрю Гук і Кармело Рафала.